# Ignacio Gogorza Izaguirre

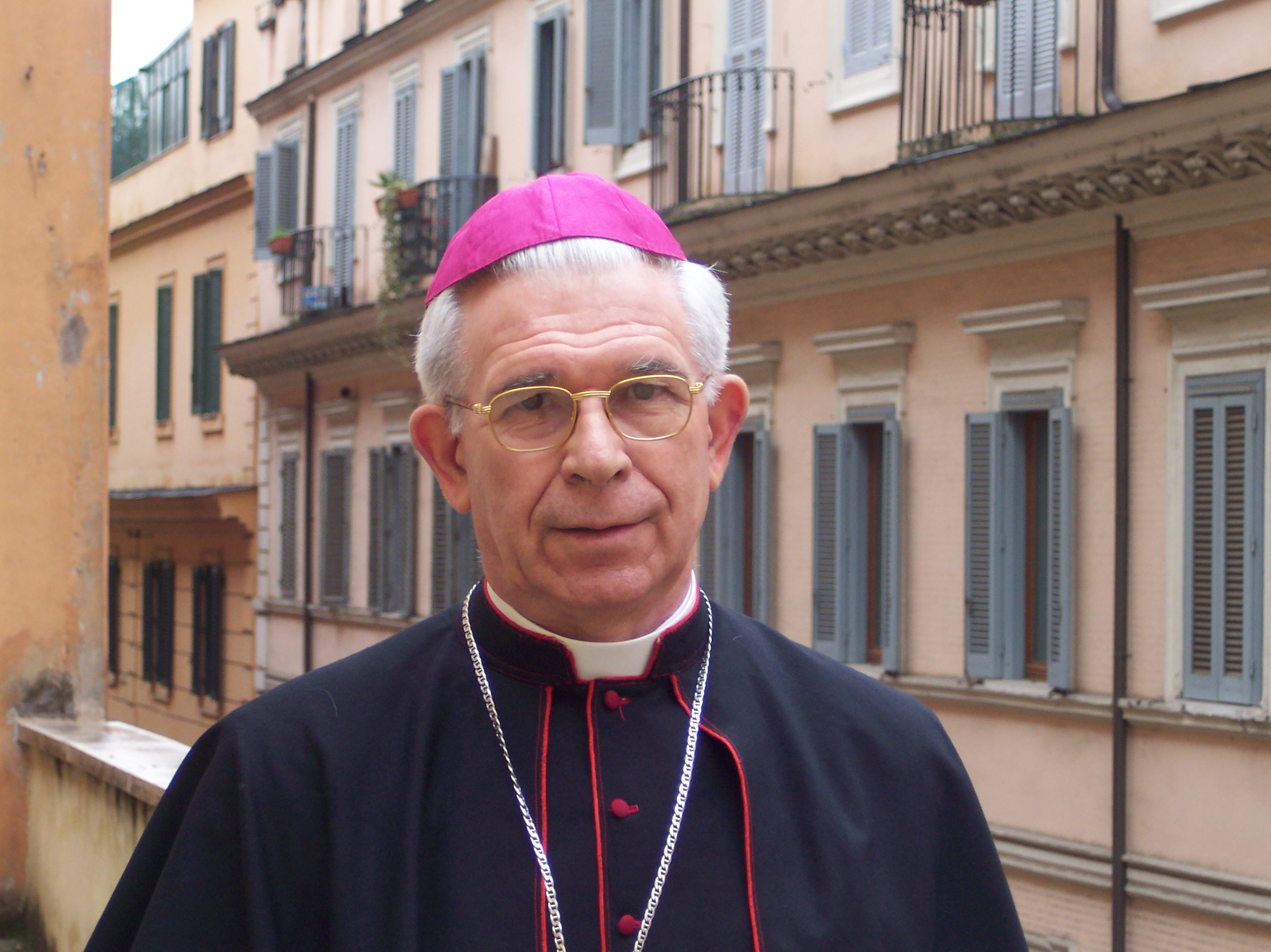
Il vescovo Ignacio Gogorza Izaguirre.

Ignacio Gogorza Izaguirre (Azkoitia, 28 luglio 1936) è un vescovo cattolico spagnolo, dal 15 novembre 2014 vescovo emerito di Encarnación, in Paraguay.

## Biografia

### Formazione e ministero sacerdotale
In giovane età è entrato nel seminario minore della Congregazione del Sacro Cuore di Gesù di Bétharram a Mendelu, quartiere di Hondarribia nei Paesi Baschi. Dopo un anno di noviziato a Pau in Francia ha fatto la sua prima professione religiosa il 25 ottobre 1955. Ha proseguito poi gli studi di filosofia e di teologia nel seminario maggiore della Congregazione a Floirac, presso Bordeaux. È stato ordinato sacerdote il 29 giugno 1961.
Destinato in Argentina, ha svolto il suo primo ministero come professore nei collegi betharramiti del San José a Buenos Aires e del Sagrado Corazón a Rosario, dal 1962 al 1976. Dopo un periodo di studi al Claretianum a Roma, è stato nominato maestro dei novizi della Provincia del Rio de la Plata, che comprendeva Argentina, Uruguay e Paraguay; ha svolto questo ministero a Adrogué, nella Grande Buenos Aires, per 4 anni dal 1978 al 1982.
Nel 1982 il Paraguay è diventata Provincia autonoma e padre Gogorza è nominato primo Superiore provinciale. Si è trasferito perciò ad Asunción, dove, oltre al suo incarico di Superiore, ha assunto anche quello di direttore del collegio betharramita San José nella capitale paraguaiana e direttore del nascente seminario della Congregazione in Paraguay. In questo periodo, per alcuni anni, è stato anche presidente della conferenza dei religiosi del Paraguay. Ha terminato il suo mandato di Superiore provinciale alla fine del 1990.
Dal 1991 al 1996 è stato professore e direttore del collegio San José a Ciudad del Este e nel 1997 parroco della parrocchia omonima nella stessa città.

### Ministero episcopale
Il 26 marzo 1998 è stato nominato vescovo di Coronel Oviedo, succedendo al confratello Claudio Silvero Acosta, che contestualmente è stato nominato vescovo ausiliare. Ha ricevuto la consacrazione episcopale il 7 giugno successivo.
Il 3 febbraio 2001 è stato trasferito alla diocesi di Ciudad del Este e tre anni dopo, il 12 luglio 2004, a quella di Encarnación.
Dal 2006 al 2008 è stato presidente della Conferenza episcopale paraguaiana.
Il 15 novembre 2014, per raggiunti limiti di età, papa Francesco ha accettato la sua rinuncia al governo pastorale della diocesi di Encarnación.
Si ritira nelle comunità del suo Istituto, dapprima a Lambaré e poi ad Asunción.